# گواروجا دو سول
گواروجا دو سول (به پرتغالی: Guarujá do Sul) یک منطقهٔ مسکونی در برزیل است که در سانتا کاتارینا واقع شده‌است. گواروجا دو سول ۵٬۱۷۸ نفر جمعیت دارد.